# Luci Calpurni Pisó Frugi (cònsol)
Luci Calpurni Pisó Frugi (llatí: Lucius Calpurnius Piso Frugi) va ser un magistrat romà, d'ascendència incerta, ja que els Fasti no mencionen el nom del seu pare. Pertanyia a la gens Calpúrnia, una antiga família romana d'origen plebeu.
Va rebre el malnom Frugi per la seva honestedat, ja que la paraula equival a "home d'honor". Va ser tribú de la plebs l'any 149 aC, any en què va proposar la llei contra l'extorsió a les províncies anomenada Lex Calpurnia de Repetundis.
L'any 133 aC va ser cònsol juntament amb Publi Muci Escevola i el senat l'envià a lluitar contra els esclaus revoltats. Va aconseguir una victòria parcial, però no els va poder dominar. El comandament va passar finalment al cònsol següent Publi Rupili.
Encara que no se sap segur la data, es creu que va ser censor cap a l'any 120 aC.
Pisó va ser un ferm partidari del partit aristocràtic, oposant-se amb força a Gai Grac i especialment a la llei frumentària que aquest patrocinava. Va deixar escrits alguns discursos i uns Annals de la història de Roma, des dels seus orígens fins al temps en què va viure que es van perdre molt aviat. Ciceró diu que el seu estil no era gaire cuidat. Alguns autors actuals creuen que Pisó va ser el primer autor romà en donar interpretacions racionals als mites i llegendes de l'antiguitat.